# Wangford with Henham
Wangford with Henham – civil parish w Anglii, w Suffolk, w dystrykcie East Suffolk. W 2011 civil parish liczyła 591 mieszkańców.